# Petry Zsolt
Petry Zsolt  (Budapest, 1966. szeptember 23. –) magyar labdarúgó, kapus, kapusedző, szövetségi edző.

## Pályafutása

### Klubcsapatokban
Első csapatában az MTK-VM-ben két évig szerepelt 1985 és 1987 között. 1987-ben a Videoton kapusa lett onnan a fővárosi Honvédba igazolt. 1991-ben külföldre igazolt a belga KKA Gent csapatához. Ott négy éven keresztül védett. Egy török kitérő Gençlerbirliği S.K.-ba és utána ismét visszatért Belgiumba ezúttal a Charleroiba. Egy szezonnal később a Feyenoord játékosa lett, az 1998–1999-es szezont pedig az Eintracht Frankfurtban kezdte meg. 1999-ben egy évre hazaigazolt nevelőklubjához az MTK-hoz, majd utána a finn Kotkant választotta. 2001–2002-ben ismét hazaköltözött a Dunaferr SE játékosaként, majd az SC Paderborn 07 kapusa lett. 2004-től kapusedzőként dolgozik. Mestereinek Piski Elemért, Pálinkás Andrást, Kakas Lászlót és Bicskei Bertalant tartja.

### A válogatottban
1984-ben ifi Eb-t nyert a magyar korosztályos válogatottal. A felnőtt válogatottban 1988-1996 között 38 mérkőzésen szerepelt. 1991-ben pályára lépett a világválogatottban is.

### Edzőként
2004-ben kezdett edzősködni Paderbornban, majd 2008. május 15-én csatlakozott Erwin Koeman stábjához, úgy, mint Aczél Zoltán és Máté Csaba a magyar válogatottnál. 2009-től a német élvonalébeli Hoffenheim kapusedzője volt hat éven át. 2015-ben Dárdai Pál hívására csatlakozott a Hertha BSC edzői stábjához, kapusedzőként, ahonnan 2021. április 6-án menesztették, miután a klub állásfoglalása szerint a Hertha értékrendjével ellentétes politikai tartalmú nyilatkozatot tett.

## Sikerei, díjai
- Ifjúsági Európa-bajnokság
  - aranyérmes: 1984, Szovjetunió
- Az év labdarúgója: 1990
- Magyar Bajnok 1990/91

## Statisztika

### Mérkőzései a válogatottban
| Magyarország | Magyarország         | Magyarország                      | Magyarország     | Magyarország | Magyarország | Magyarország | Magyarország | Magyarország |
| #            | Dátum                | Helyszín                          | Hazai            | Eredmény     | Vendég       | Kiírás       | Gólok        | Esemény      |
| ------------ | -------------------- | --------------------------------- | ---------------- | ------------ | ------------ | ------------ | ------------ | ------------ |
| 1.           | 1988. november 15.   | Pireusz, Karaiszkákisz Stadion    | Görögország      | 3 – 0        | Magyarország | barátságos   | -            | 83'          |
| 2.           | 1990. szeptember 5.  | Budapest, Megyeri úti Stadion     | Magyarország     | 4 – 1        | Törökország  | barátságos   | -            |              |
| 3.           | 1990. szeptember 12. | London, Wembley Stadion           | Anglia           | 1 – 0        | Magyarország | barátságos   | -            |              |
| 4.           | 1990. október 10.    | Bergen, Brann Stadion             | Norvégia         | 0 – 0        | Magyarország | Eb-selejtező | -            |              |
| 5.           | 1990. október 17.    | Budapest, Népstadion              | Magyarország     | 1 – 1        | Olaszország  | Eb-selejtező | -            |              |
| 6.           | 1990. október 31.    | Budapest, Hungária körúti Stadion | Magyarország     | 4 – 2        | Ciprus       | Eb-selejtező | -            |              |
| 7.           | 1991. február 19.    | Rosario, Central Stadion          | Argentína        | 2 – 0        | Magyarország | barátságos   | -            |              |
| 8.           | 1991. március 27.    | Santander, Sardinero Stadion      | Spanyolország    | 2 – 4        | Magyarország | barátságos   | -            |              |
| 9.           | 1991. április 3.     | Limassol                          | Ciprus           | 0 – 2        | Magyarország | Eb-selejtező | -            |              |
| 10.          | 1991. április 17.    | Budapest, Népstadion              | Magyarország     | 0 – 1        | Szovjetunió  | Eb-selejtező | -            |              |
| 11.          | 1991. május 1.       | Salerno, Arechi Stadion           | Olaszország      | 3 – 1        | Magyarország | Eb-selejtező | -            |              |
| 12.          | 1991. szeptember 11. | Győr, Rába ETO Stadion            | Magyarország     | 1 – 2        | Írország     | barátságos   | -            |              |
| 13.          | 1991. szeptember 25. | Moszkva, Luzsnyiki Stadion        | Szovjetunió      | 2 – 2        | Magyarország | Eb-selejtező | -            |              |
| 14.          | 1991. október 9.     | Székesfehérvár, Sóstói Stadion    | Magyarország     | 0 – 2        | Belgium      | barátságos   | -            |              |
| 15.          | 1991. október 30.    | Szombathely, Rohonci úti stadion  | Magyarország     | 0 – 0        | Norvégia     | Eb-selejtező | -            |              |
| 16.          | 1992. március 25.    | Budapest, Népstadion              | Magyarország     | 2 – 1        | Ausztria     | barátságos   | -            |              |
| 17.          | 1992. június 3.      | Budapest, Népstadion              | Magyarország     | 1 – 2        | Izland       | vb-selejtező | -            |              |
| 18.          | 1992. augusztus 26.  | Nyíregyháza, Városi Stadion       | Magyarország     | 2 – 1        | Ukrajna      | barátságos   | -            | 21'          |
| 19.          | 1992. szeptember 9.  | Luxembourg, Municipal Stadion     | Luxemburg        | 0 – 3        | Magyarország | vb-selejtező | -            |              |
| 20.          | 1992. október 11.    | Doha                              | Katar            | 1 – 4        | Magyarország | barátságos   | -            |              |
| 21.          | 1992. október 13.    | Doha                              | Katar            | 1 – 1        | Magyarország | barátságos   | -            |              |
| 22.          | 1992. november 11.   | Szaloniki, PAOK Stadion           | Görögország      | 0 – 0        | Magyarország | vb-selejtező | -            |              |
| 23.          | 1993. március 10.    | Nagoja, Mizuho Stadion (JPN)      | Egyesült Államok | 0 – 0        | Magyarország | Kirin-kupa   | -            |              |
| 24.          | 1993. március 31.    | Budapest, Népstadion              | Magyarország     | 0 – 1        | Görögország  | vb-selejtező | -            |              |
| 25.          | 1993. április 15.    | Budapest, Népstadion              | Magyarország     | 0 – 2        | Svédország   | barátságos   | -            |              |
| 26.          | 1993. április 28.    | Moszkva, Luzsnyiki Stadion        | Oroszország      | 3 – 0        | Magyarország | vb-selejtező | -            |              |
| 27.          | 1993. május 29.      | Dublin, Lansdowne Road            | Írország         | 2 – 4        | Magyarország | barátságos   | -            |              |
| 28.          | 1993. június 16.     | Reykjavík, Laugardalsvöllur       | Izland           | 2 – 0        | Magyarország | vb-selejtező | -            |              |
| 29.          | 1994. szeptember 7.  | Budapest, Népstadion              | Magyarország     | 2 – 2        | Törökország  | Eb-selejtező | -            |              |
| 30.          | 1994. október 12.    | Budapest, Népstadion              | Magyarország     | 0 – 0        | Németország  | barátságos   | -            |              |
| 31.          | 1994. november 16.   | Stockholm, Råsunda Stadion        | Svédország       | 2 – 0        | Magyarország | Eb-selejtező | -            |              |
| 32.          | 1995. március 8.     | Budapest, Fáy utcai Stadion       | Magyarország     | 3 – 1        | Lettország   | barátságos   | -            | 86'          |
| 33.          | 1995. március 29.    | Budapest, Népstadion              | Magyarország     | 2 – 2        | Svájc        | Eb-selejtező | -            |              |
| 34.          | 1995. június 11.     | Reykjavík                         | Izland           | 2 – 1        | Magyarország | Eb-selejtező | -            |              |
| 35.          | 1995. augusztus 16.  | Siófok                            | Magyarország     | 0 – 2        | Izrael       | barátságos   | -            | 45'          |
| 36.          | 1995. szeptember 6.  | Isztambul                         | Törökország      | 2 – 0        | Magyarország | Eb-selejtező | -            |              |
| 37.          | 1996. április 24.    | Budapest, Népstadion              | Magyarország     | 0 – 2        | Ausztria     | barátságos   | -            |              |
| 38.          | 1996. május 18.      | London, Wembley Stadion           | Anglia           | 3 – 0        | Magyarország | barátságos   | -            |              |
|              | Összesen             |                                   |                  | 38           | mérkőzés     |              | 0            | gól          |